# Lucainena de las Torres
Lucainena de las Torres é um município da Espanha na província de Almería, comunidade autônoma da Andaluzia, de área 123 km² com população de 690 habitantes (2009) e densidade populacional de 5,61 hab/km².
Em Janeiro, habitantes e turistas de Lucainena de las Torres acodem à procissão do Padroeiro, São Sebastião, para atirar-lhe roscas de pão no seu caminho, a partir das ruas, casas e varandas muito cuidadas e cheias de flores.

A partir de El Poyo de la Cruz disfruta-se de uma panorâmica da aldeia e do antigo amolador. 
Pertence à rede de Aldeias mais bonitas de Espanha desde 2013.

## Demografia
| Variação demográfica do município entre 1996 e 2008 | Variação demográfica do município entre 1996 e 2008 | Variação demográfica do município entre 1996 e 2008 | Variação demográfica do município entre 1996 e 2008 |
| --------------------------------------------------- | --------------------------------------------------- | --------------------------------------------------- | --------------------------------------------------- |
| 1996                                                | 2001                                                | 2004                                                | 2008                                                |
| 588                                                 | 670                                                 | 610                                                 | 696                                                 |